# Temporada 1995-96 de los Miami Heat
La temporada 1995-96 fue la octava de los Miami Heat en la NBA. La temporada regular acabó con 42 victorias y 40 derrotas, ocupando el octavo puesto de la conferencia Este, clasificándose para los playoffs, en los que cayeron en primera ronda ante Chicago Bulls.

## Elecciones en elDraft
| Ronda | Puesto | Jugador      | Posición  | Nacionalidad   | Universidad |
| ----- | ------ | ------------ | --------- | -------------- | ----------- |
| 1     | 10     | Kurt Thomas  | Ala-Pívot | Estados Unidos | TCU         |
| 2     | 46     | George Banks | Alero     | Estados Unidos | UTEP        |

## Temporada regular
| División Atlántico | División Atlántico | División Atlántico | División Atlántico | División Atlántico | División Atlántico | División Atlántico | División Atlántico | División Atlántico |
| Equipo             | G                  | P                  | %                  | PD                 | Casa               | Fuera              | Div                |                    |
| ------------------ | ------------------ | ------------------ | ------------------ | ------------------ | ------------------ | ------------------ | ------------------ | ------------------ |
| y-Orlando Magic    | 60                 | 22                 | .732               | –                  | 37–4               | 23–18              | 21–3               |                    |
| x-New York Knicks  | 47                 | 35                 | .573               | 13                 | 26–15              | 21–20              | 16–8               |                    |
| x-Miami Heat       | 42                 | 40                 | .512               | 18                 | 26–15              | 16–25              | 13–12              |                    |
| Washington Bullets | 39                 | 43                 | .476               | 21                 | 25–16              | 14–27              | 10–14              |                    |
| Boston Celtics     | 33                 | 49                 | .402               | 27                 | 18–23              | 15–26              | 12–12              |                    |
| New Jersey Nets    | 30                 | 52                 | .366               | 30                 | 20–21              | 10–31              | 8–17               |                    |
| Philadelphia 76ers | 18                 | 64                 | .220               | 42                 | 11–30              | 7–34               | 5–19               |                    |

## Playoffs

### Primera ronda
Chicago Bulls  vs. Miami Heat
| Fecha       | Partido                           | Ciudad  |
| ----------- | --------------------------------- | ------- |
| 26 de abril | Chicago Bulls 102, Miami Heat 85  | Chicago |
| 28 de abril | Chicago Bulls 106, Miami Heat 75  | Chicago |
| 1 de mayo   | Miami Heat 91, Chicago Bulls 112  | Miami   |
|             | Chicago Bulls gana las series 3-0 |         |

## Estadísticas

### Temporada regular
| Rk | Jugador          | Edad | P  | PT | MP   | TC  | TCI  | %TC  | T3  | T3I | %T3  | TL  | TLI  | %TL  | RO  | RD  | RT   | AS   | RB  | TAP | BP  | FP  | PTS  |
| -- | ---------------- | ---- | -- | -- | ---- | --- | ---- | ---- | --- | --- | ---- | --- | ---- | ---- | --- | --- | ---- | ---- | --- | --- | --- | --- | ---- |
| 1  | Alonzo Mourning  | 25   | 70 | 70 | 38.2 | 8.0 | 15.4 | .523 | 0.1 | 0.4 | .300 | 7.0 | 10.2 | .685 | 3.1 | 7.3 | 10.4 | 2.3  | 1.0 | 2.7 | 3.7 | 3.5 | 23.2 |
| 2  | Tim Hardaway     | 29   | 28 | 28 | 37.4 | 5.9 | 13.8 | .425 | 1.9 | 5.3 | .361 | 3.6 | 4.4  | .821 | 0.5 | 3.0 | 3.5  | 10.0 | 2.1 | 0.2 | 3.9 | 2.5 | 17.2 |
| 3  | Bimbo Coles      | 27   | 52 | 52 | 36.2 | 4.4 | 10.8 | .413 | 1.2 | 3.3 | .366 | 2.7 | 3.3  | .803 | 0.7 | 3.1 | 3.9  | 5.7  | 1.2 | 0.2 | 2.4 | 3.4 | 12.8 |
| 4  | Billy Owens      | 26   | 40 | 40 | 34.7 | 6.0 | 11.8 | .505 | 0.0 | 0.2 | .000 | 2.8 | 4.4  | .633 | 2.4 | 4.8 | 7.2  | 3.4  | 0.8 | 0.6 | 2.8 | 3.3 | 14.8 |
| 5  | Rex Chapman      | 28   | 56 | 50 | 33.3 | 5.2 | 12.1 | .426 | 2.2 | 6.0 | .371 | 1.5 | 2.0  | .735 | 0.4 | 2.2 | 2.6  | 3.0  | 0.8 | 0.2 | 1.4 | 2.1 | 14.0 |
| 6  | Kevin Willis     | 33   | 47 | 42 | 28.9 | 4.1 | 8.8  | .473 | 0.0 | 0.1 | .000 | 1.9 | 2.7  | .712 | 2.9 | 6.1 | 8.9  | 0.7  | 0.4 | 0.5 | 2.1 | 3.4 | 10.2 |
| 7  | Sasha Danilović  | 25   | 19 | 18 | 28.5 | 4.4 | 9.7  | .451 | 1.8 | 4.1 | .436 | 2.9 | 3.8  | .764 | 0.6 | 1.8 | 2.4  | 2.5  | 0.8 | 0.2 | 1.9 | 2.6 | 13.4 |
| 8  | Walt Williams    | 25   | 28 | 28 | 28.1 | 4.4 | 9.6  | .463 | 2.0 | 4.4 | .455 | 1.2 | 2.1  | .550 | 1.3 | 2.7 | 4.0  | 2.3  | 1.1 | 0.6 | 1.7 | 3.1 | 12.0 |
| 9  | Keith Askins     | 28   | 75 | 14 | 25.3 | 2.1 | 5.2  | .402 | 1.3 | 3.2 | .418 | 0.6 | 0.8  | .789 | 1.5 | 2.8 | 4.3  | 1.6  | 0.6 | 0.8 | 1.1 | 3.6 | 6.1  |
| 10 | Chris Gatling    | 28   | 24 | 0  | 23.5 | 6.5 | 10.8 | .598 | 0.0 | 0.0 |      | 2.3 | 3.1  | .733 | 2.1 | 5.2 | 7.3  | 0.7  | 0.7 | 0.5 | 1.5 | 3.4 | 15.2 |
| 11 | Kevin Gamble     | 30   | 44 | 13 | 23.5 | 2.7 | 6.8  | .394 | 0.9 | 2.1 | .418 | 0.8 | 0.9  | .868 | 0.3 | 1.6 | 2.0  | 1.9  | 0.7 | 0.1 | 0.7 | 2.7 | 6.9  |
| 12 | Kurt Thomas      | 23   | 74 | 42 | 22.4 | 3.7 | 7.4  | .501 | 0.0 | 0.0 | .000 | 1.6 | 2.4  | .663 | 1.6 | 4.3 | 5.9  | 0.6  | 0.6 | 0.5 | 1.3 | 3.7 | 9.0  |
| 13 | Pete Myers       | 32   | 39 | 1  | 16.4 | 1.6 | 4.1  | .388 | 0.3 | 1.1 | .262 | 1.3 | 1.9  | .645 | 0.5 | 1.3 | 1.9  | 2.5  | 0.4 | 0.3 | 1.4 | 1.9 | 4.7  |
| 14 | Tony Smith       | 27   | 25 | 1  | 16.4 | 1.8 | 4.0  | .455 | 0.5 | 1.6 | .333 | 0.2 | 0.4  | .444 | 0.2 | 1.3 | 1.6  | 2.7  | 0.6 | 0.2 | 1.0 | 1.8 | 4.4  |
| 15 | Tyrone Corbin    | 33   | 22 | 0  | 16.1 | 1.7 | 4.2  | .413 | 0.1 | 0.3 | .333 | 1.0 | 1.3  | .821 | 1.2 | 1.8 | 3.0  | 1.0  | 0.7 | 0.1 | 0.8 | 2.3 | 4.6  |
| 16 | Jeff Malone      | 34   | 7  | 0  | 14.7 | 1.9 | 4.7  | .394 | 0.0 | 0.0 |      | 0.7 | 0.9  | .833 | 0.0 | 1.1 | 1.1  | 1.0  | 0.4 | 0.0 | 0.4 | 0.9 | 4.4  |
| 17 | Ron Grandison    | 31   | 18 | 3  | 13.1 | 0.7 | 2.2  | .333 | 0.2 | 0.7 | .308 | 0.7 | 1.1  | .684 | 0.8 | 1.2 | 2.0  | 0.6  | 0.4 | 0.1 | 0.6 | 1.5 | 2.4  |
| 18 | Danny Schayes    | 36   | 32 | 6  | 12.5 | 1.0 | 2.9  | .340 | 0.0 | 0.0 |      | 1.2 | 1.4  | .804 | 0.9 | 1.9 | 2.8  | 0.3  | 0.3 | 0.5 | 0.7 | 1.9 | 3.2  |
| 19 | Terrence Rencher | 22   | 34 | 1  | 11.7 | 0.9 | 2.9  | .323 | 0.3 | 0.9 | .310 | 0.9 | 1.3  | .698 | 0.3 | 1.0 | 1.2  | 1.6  | 0.5 | 0.0 | 1.2 | 1.1 | 3.0  |
| 20 | Voshon Lenard    | 22   | 30 | 0  | 10.8 | 1.8 | 4.7  | .376 | 1.2 | 3.4 | .356 | 1.1 | 1.4  | .791 | 0.4 | 1.3 | 1.7  | 1.0  | 0.2 | 0.0 | 0.8 | 1.0 | 5.9  |
| 21 | Stacey King      | 29   | 15 | 0  | 10.4 | 1.1 | 2.4  | .472 | 0.0 | 0.0 |      | 0.3 | 0.5  | .500 | 0.6 | 0.9 | 1.5  | 0.1  | 0.5 | 0.1 | 1.2 | 2.6 | 2.5  |
| 22 | LeRon Ellis      | 26   | 12 | 1  | 6.2  | 0.4 | 1.8  | .227 | 0.0 | 0.0 |      | 0.3 | 0.5  | .500 | 0.4 | 0.3 | 0.7  | 0.3  | 0.2 | 0.3 | 0.3 | 0.9 | 1.1  |

| Rk | Jugador         | Edad | P | PT | MP   | TC  | TCI  | %TC  | T3  | T3I | %T3  | TL  | TLI | %TL   | RO  | RD  | RT  | AS  | RB  | TAP | BP  | FP  | PTS  |
| -- | --------------- | ---- | - | -- | ---- | --- | ---- | ---- | --- | --- | ---- | --- | --- | ----- | --- | --- | --- | --- | --- | --- | --- | --- | ---- |
| 1  | Tim Hardaway    | 29   | 3 | 3  | 36.7 | 6.7 | 14.3 | .465 | 2.7 | 7.3 | .364 | 1.7 | 2.3 | .714  | 0.3 | 1.3 | 1.7 | 5.7 | 1.0 | 0.0 | 5.0 | 3.3 | 17.7 |
| 2  | Alonzo Mourning | 25   | 3 | 3  | 30.7 | 5.7 | 11.7 | .486 | 0.0 | 0.0 |      | 6.7 | 9.3 | .714  | 1.0 | 5.0 | 6.0 | 1.3 | 0.7 | 1.0 | 5.3 | 4.3 | 18.0 |
| 3  | Rex Chapman     | 28   | 3 | 3  | 29.3 | 4.0 | 9.3  | .429 | 1.0 | 4.3 | .231 | 0.0 | 0.0 |       | 0.0 | 2.0 | 2.0 | 1.7 | 1.0 | 0.0 | 0.3 | 2.0 | 9.0  |
| 4  | Walt Williams   | 25   | 3 | 3  | 23.3 | 2.0 | 6.0  | .333 | 0.3 | 3.0 | .111 | 0.3 | 0.7 | .500  | 1.0 | 3.0 | 4.0 | 1.7 | 0.3 | 0.3 | 1.0 | 1.3 | 4.7  |
| 5  | Chris Gatling   | 28   | 3 | 0  | 22.7 | 2.0 | 7.3  | .273 | 0.0 | 0.0 |      | 2.0 | 4.0 | .500  | 3.3 | 4.7 | 8.0 | 0.3 | 0.7 | 0.0 | 2.7 | 2.7 | 6.0  |
| 6  | Tony Smith      | 27   | 3 | 0  | 20.3 | 3.0 | 6.3  | .474 | 1.3 | 3.3 | .400 | 0.0 | 0.0 |       | 1.0 | 0.3 | 1.3 | 2.7 | 1.3 | 0.0 | 1.0 | 2.3 | 7.3  |
| 7  | Sasha Danilović | 25   | 3 | 0  | 20.0 | 3.0 | 6.0  | .500 | 1.3 | 3.3 | .400 | 1.0 | 1.0 | 1.000 | 0.3 | 0.0 | 0.3 | 1.3 | 0.3 | 0.0 | 1.0 | 2.7 | 8.3  |
| 8  | Kurt Thomas     | 23   | 3 | 3  | 20.0 | 1.3 | 3.3  | .400 | 0.0 | 0.0 |      | 1.3 | 1.3 | 1.000 | 1.3 | 4.0 | 5.3 | 1.0 | 0.7 | 0.3 | 1.7 | 4.3 | 4.0  |
| 9  | Tyrone Corbin   | 33   | 2 | 0  | 17.0 | 0.5 | 2.5  | .200 | 0.0 | 0.0 |      | 1.5 | 2.0 | .750  | 2.0 | 1.5 | 3.5 | 0.5 | 1.0 | 0.0 | 0.5 | 1.5 | 2.5  |
| 10 | Keith Askins    | 28   | 3 | 0  | 16.0 | 1.3 | 3.7  | .364 | 0.7 | 2.0 | .333 | 1.0 | 1.0 | 1.000 | 1.0 | 1.7 | 2.7 | 0.7 | 0.3 | 0.0 | 1.3 | 3.0 | 4.3  |
| 11 | Stacey King     | 29   | 1 | 0  | 12.0 | 0.0 | 3.0  | .000 | 0.0 | 0.0 |      | 1.0 | 2.0 | .500  | 0.0 | 3.0 | 3.0 | 1.0 | 0.0 | 0.0 | 0.0 | 1.0 | 1.0  |
| 12 | Danny Schayes   | 36   | 2 | 0  | 8.5  | 1.5 | 2.0  | .750 | 0.0 | 0.0 |      | 0.5 | 1.0 | .500  | 1.0 | 1.0 | 2.0 | 0.0 | 0.0 | 0.0 | 1.0 | 0.5 | 3.5  |

## Galardones y récords
| Jugador         | Galardón |
| Alonzo Mourning | All-Star |